# Pterorhinus davidi
Pterorhinus davidi là một loài chim trong họ Leiothrichidae.

## Tham khảo

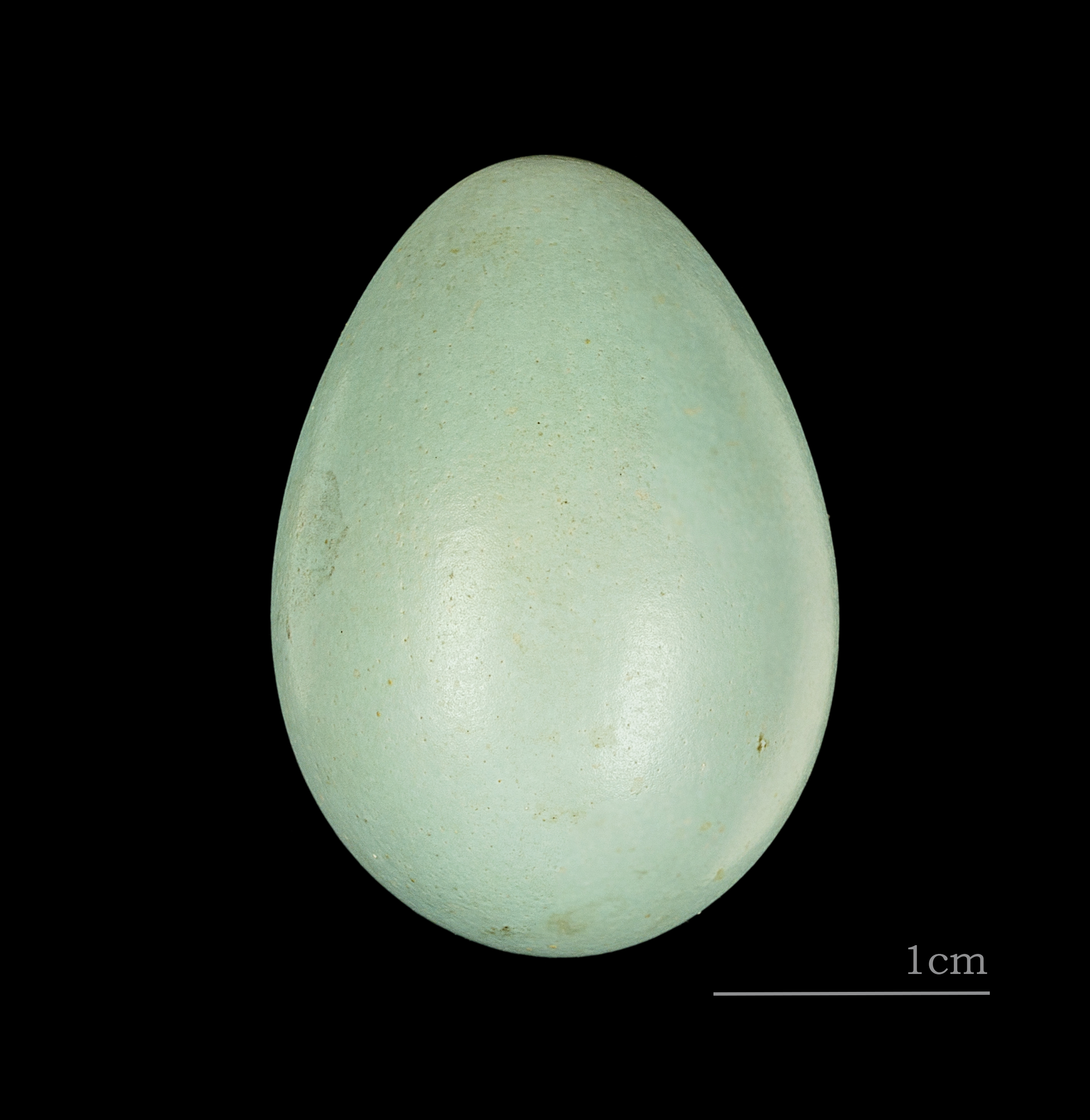
Trứng chim Garrulax davidi